# Ouvindo as Estrelas
Ouvindo as Estrelas foi um programa radiofónico de variedades transmitido no Programa A da antiga Emissora Nacional, exibido pela primeira vez em 9 de abril de 1952. Em 1954, mudou de nome para Uma Hora de Fantasia, por exigência dos empresários dos teatros de revista, para dar espaço ao género na rádio. O programa teve o seu término perto do fim da década de 1950.
Era transmitido às 4ªs feiras, no Programa A, entre as 21h50 e as 22h50, a seguir ao folhetim "A Morgadinha dos Canaviais", e seguida do programa "Vozes do Mundo". Apresentado por Santos Fernando e Ferro Rodrigues, e produzido por Luís Cajão e Nóbrega e Sousa, este foi o primeiro programa de variedades realizado pela Emissora Nacional em estúdio, com assistência de público. Até então, os programas realizados pela Emissora Nacional, como o Serão para Trabalhadores, eram gravados previamente para transmissão posterior em horário nobre, e geralmente em recintos públicos autorizados pela Inspeção dos Espetáculos.
No programa atuavam as novas estrelas que acabavam de surgir na Emissora Nacional, entre elas os cantores Luís Piçarra, Maria de Lourdes Resende, Rui de Mascarenhas, Maria Fernanda Soares, Maria Adalgisa, e o fadista Tristão da Silva. Conta também com a presença de Isabel Wolmar e Fernando de Almeida. O programa tinha sempre também a presença da Orquestra Ligeira da Emissora Nacional, dirigida pelo maestro Tavares Belo, do Coro Feminino da Emissora Nacional, e de variadas vedetas da rádio, geralmente as recém-formadas no Centro de Preparação de Artistas de Rádio da Emissora Nacional.
Mais tarde, sob o nome "Uma Hora de Fantasia", atuaram no programa atores do Parque Mayer que mais tarde se revelaram como atores consagrados de Portugal, entre eles Vasco Santana, António Silva, Raúl Solnado, Natalina José, Rui Luís e José Viana.